# Abedalá ibne Raxide ibne Cavus
Abedalá ibne Raxide ibne Cavus (Abdallah ibn Raxid ibn Kawus) foi um governador árabe de Tarso e da fronteira ciliciana (Tugur Axamia) entre o Califado Abássida e o Império Bizantino no século IX. É citado apenas em 878, quando fora derrotado pelo doméstico das escolas André, o Cita durante o retorno de um raide em solo bizantino. Ele foi gravemente ferido e levado cativo para Constantinopla, mas seria mais adiante devolvido como um presente.

## Biografia

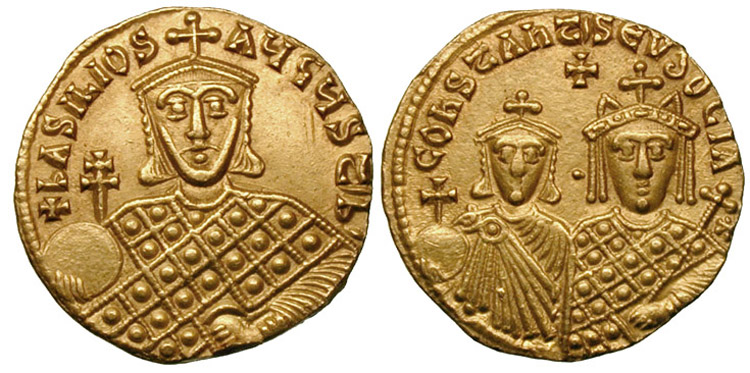
Soldo de r.

Aparece nas fontes no verão de 878, quando liderou 4 000 num dos raides costumeiros (saifá) contra as províncias fronteiriças bizantinas. Primeiro marchou contra os fortes de al-Hacim e al-Mascanim, tomando muito butim. Ao retornar, contudo, foi cercado na área de Podando por forças combinadas de Selêucia, Pisídia, Curra (Coron), Calcabe (indefinido) e Harxana (Carsiano). A batalha subsequente foi um desastre para os muçulmanos, com apenas 500 ou 600 deles sobrevivendo; Abedalá foi muito ferido e levado prisioneiro para o imperador Basílio I, o Macedônio (r. 867–886) em Constantinopla.
Essa batalha provavelmente pode ser associada a derrota sofrida por um "emir de Tarso" de nome desconhecida nas mãos do doméstico das escolas André, o Cita que foi mencionada aproximadamente na mesma época nas fontes bizantinas. Pela mesma época da captura de Abedalá, o controle sobre as marcas cilicianas, tal como o resto da Síria, passou do governo central abássida para o ambicioso governante autônomo do Egito, Amade ibne Tulune, que nomeou um certo Taquexi para suceder Abedalá. No ano seguinte, Basílio I enviou Abedalá como um presente, junto com outros prisioneiros muçulmanos e várias cópias do Alcorão para Amade.